# Badredine El Mokrani
Badredine El Mokrani (em árabe: بدر الدين المقرانى) é uma comuna localizada na província de Sidi Bel Abbès, Argélia. De acordo com o censo de 2008, a população total da cidade era de 6 200 habitantes.